# Marienkrankenhaus Vorau

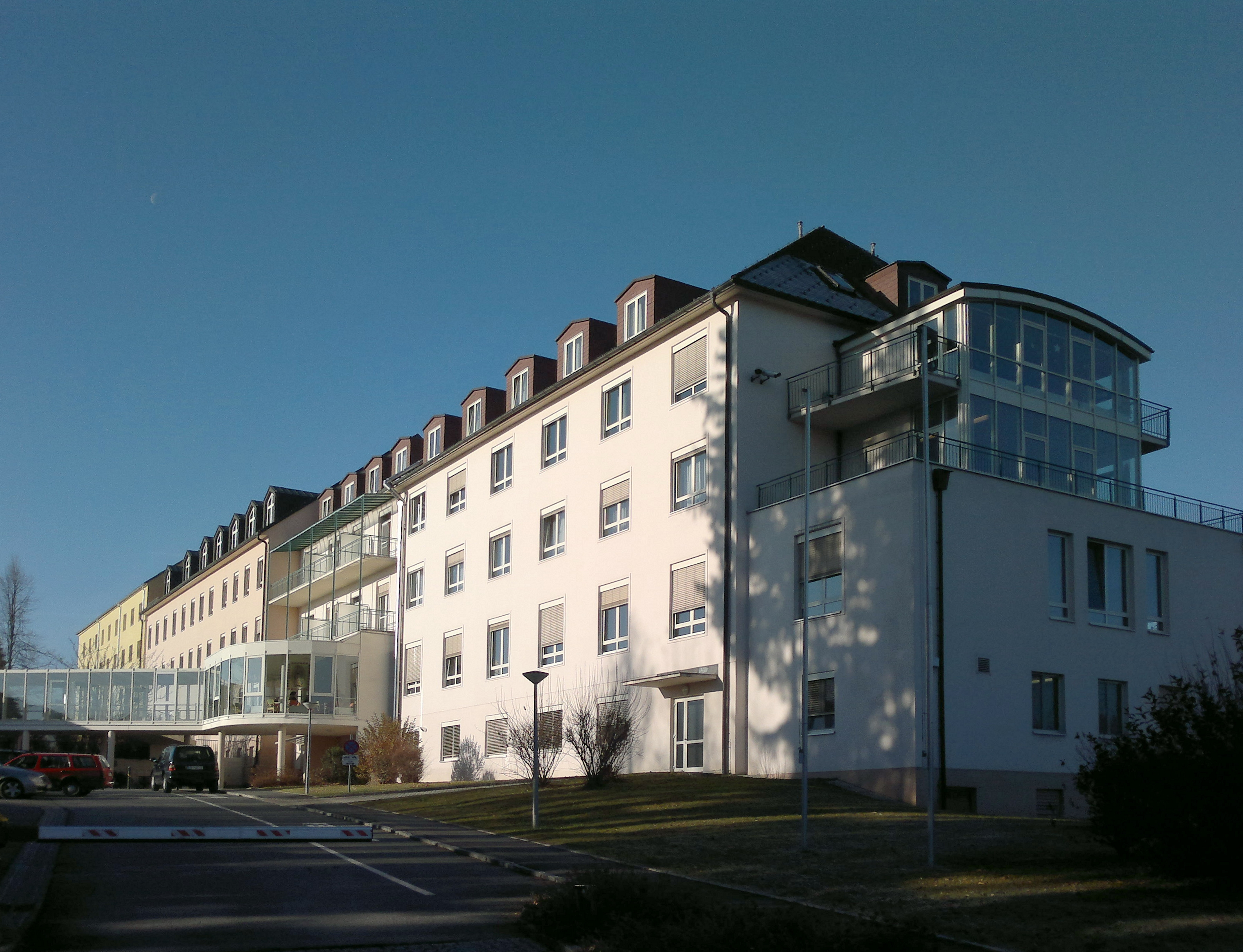
Marienkrankenhaus Vorau, Außenansicht

Das Marienkrankenhaus Vorau (umgangssprachlich auch MKH Vorau) ist ein 1865 gegründetes Krankenhaus in der Marktgemeinde Vorau im Bezirk Hartberg-Fürstenfeld in der Steiermark und damit das älteste, noch heute bestehende Krankenhaus der Oststeiermark. Es ist ein gemeinnütziges Akutkrankenhaus mit 112 Betten, das eine kirchliche Trägerschaft hat: die Kongregation der Schwestern von der Unbefleckten Empfängnis.

## Das Krankenhaus
Es handelt sich um ein Akutkrankenhaus mit 112 Betten (Stand 2025, 2013 noch 126 Betten), die sich auf folgende Bereiche aufteilen: Chirurgische Abteilung, Interne Abteilung, IMCU (interdisziplinäre Wachstation), AGR/REM (Akutgeriatrie, Remobilisation) und RNS (Remobilisation und Nachsorge).

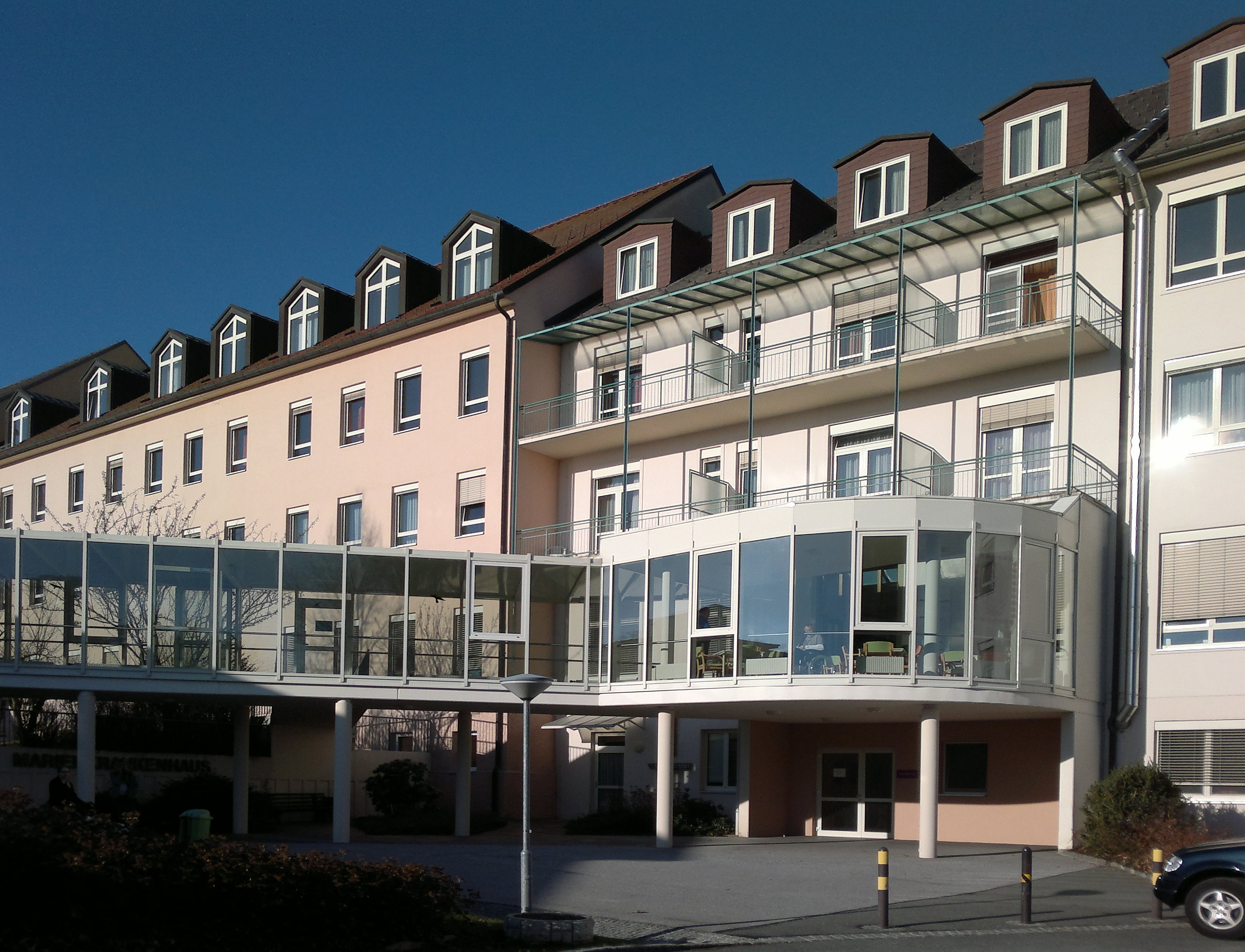
Außenansicht
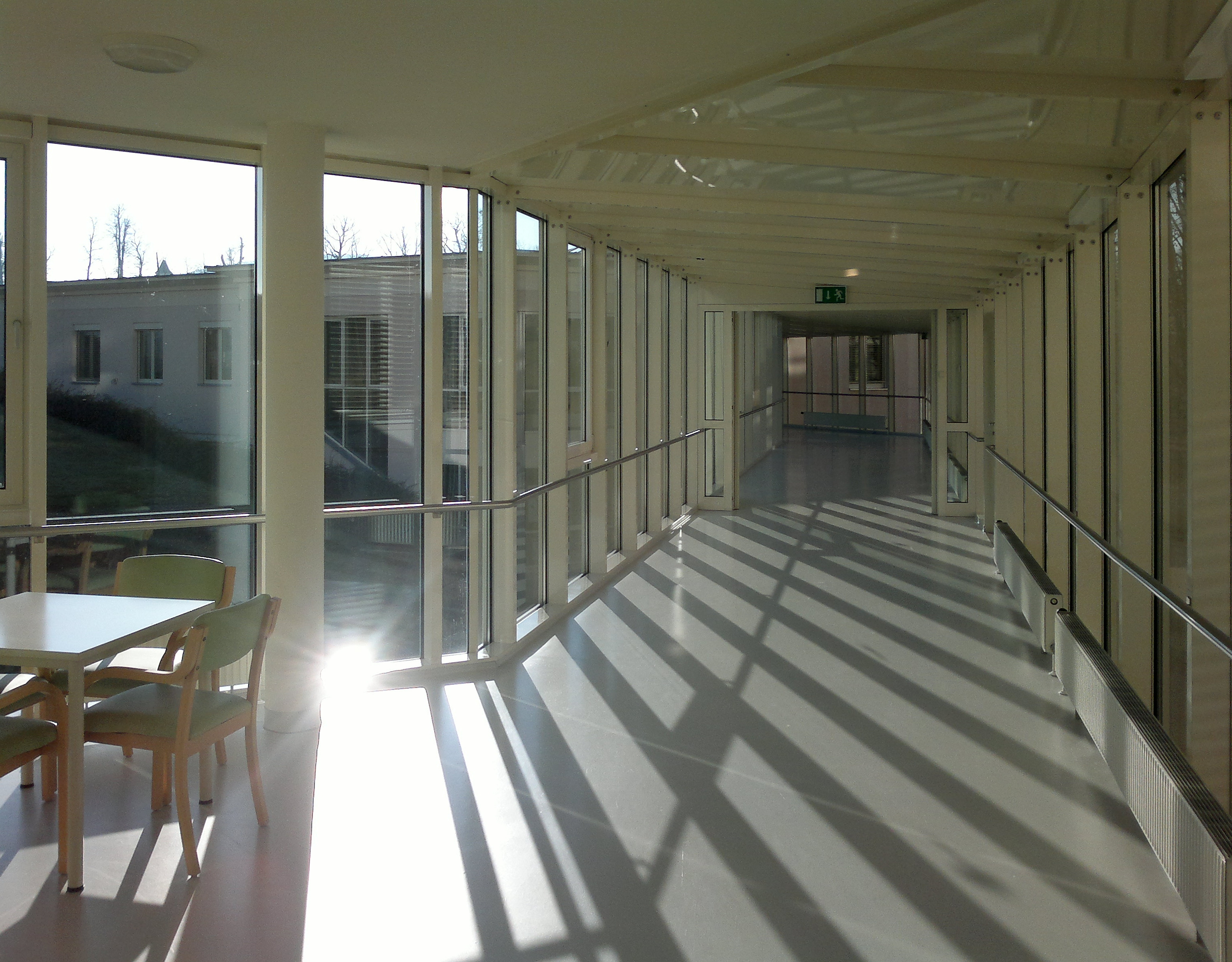
Verbindungstrakt
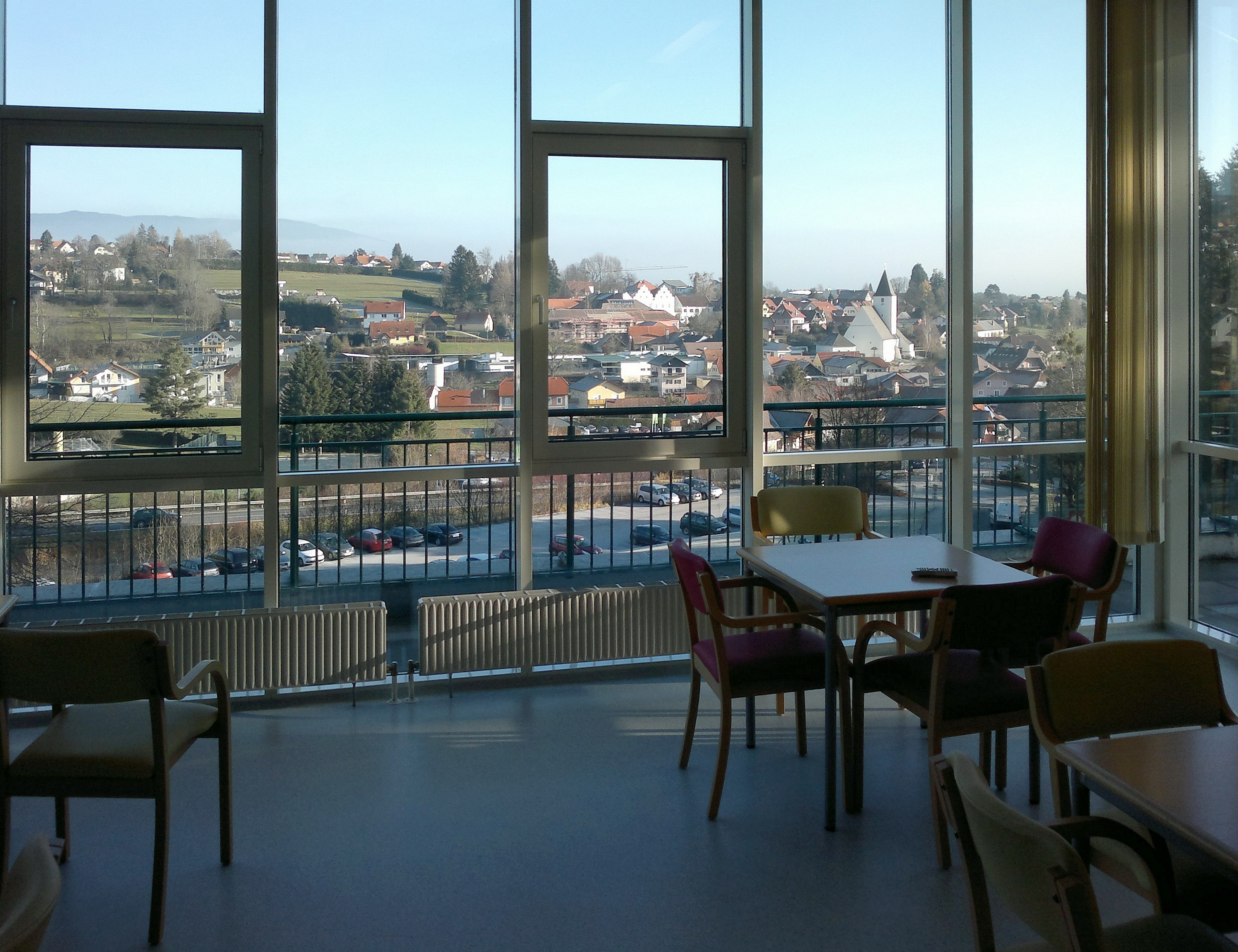
Aufenthaltsraum
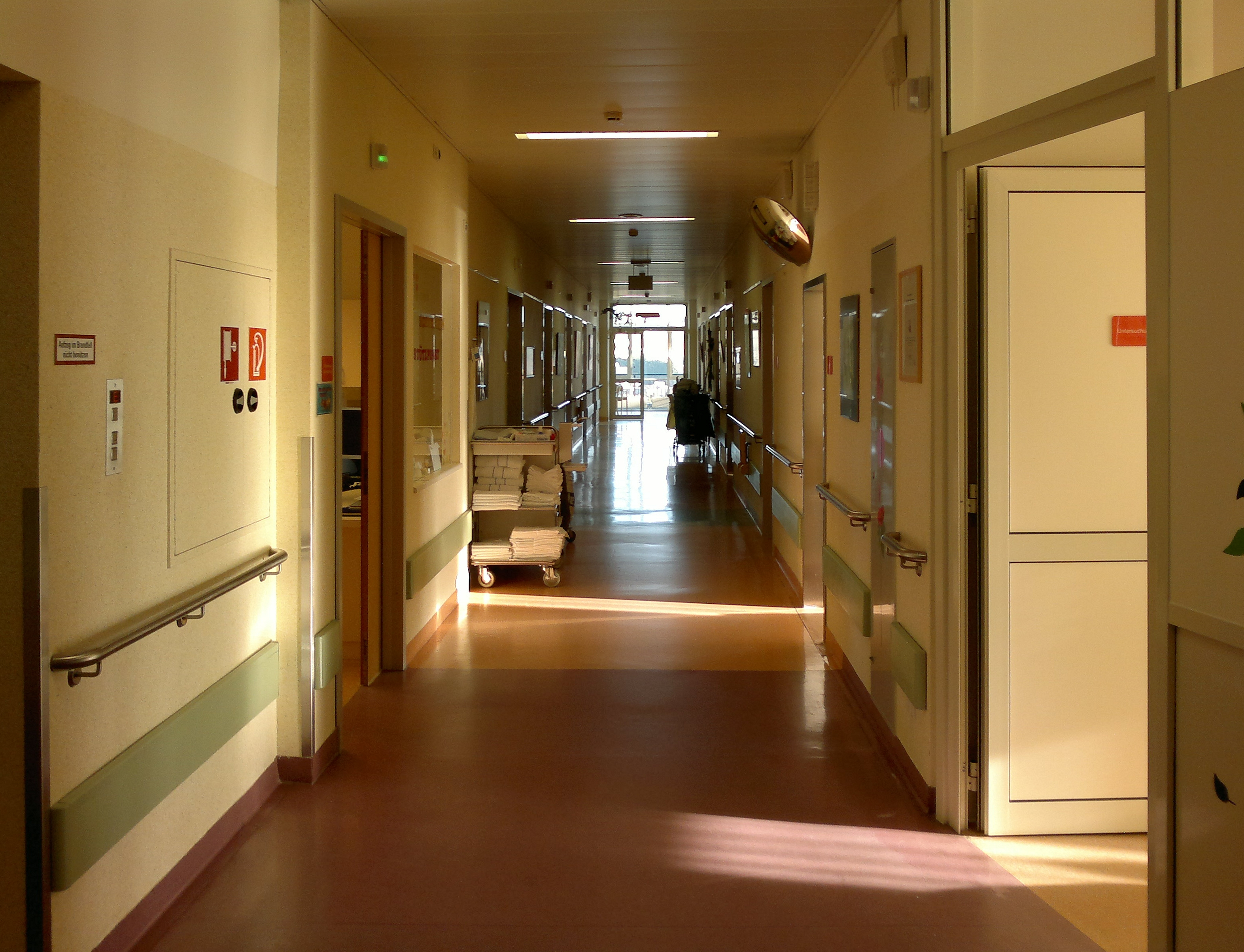
Bettenstation
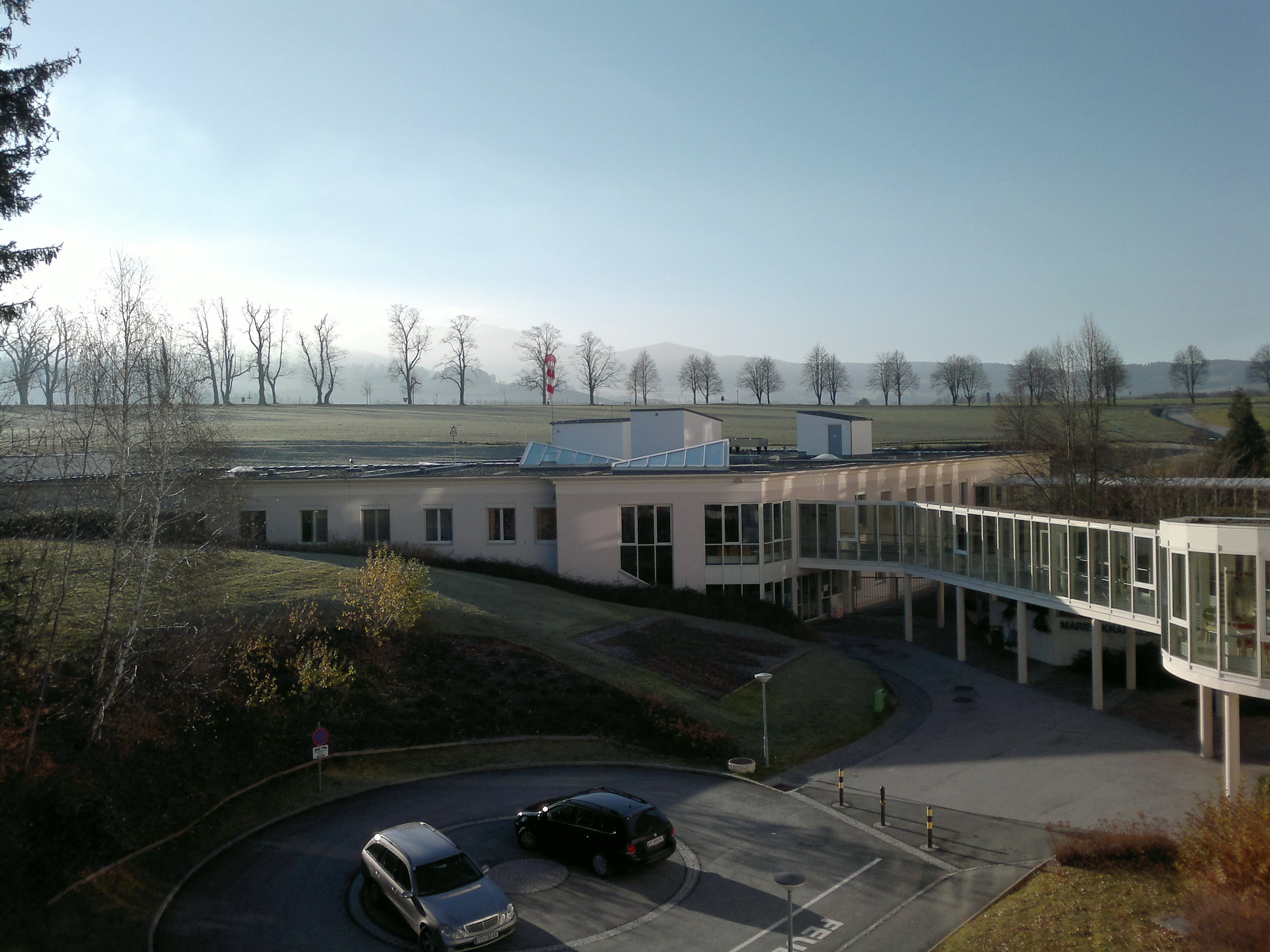
Verwaltung

## Geschichte
Die Geschichte des Krankenhauses geht zurück auf die Gründung einer kleinen Gemeinschaft, die im Geiste Jesu Christi und nach Mariens Vorbild leben wollte. Die erste Niederlassung stand im Jahr 1865 im gepachteten Toni Häusl in Schachen bei Vorau. Im Jahr 1866 bat eine kranke Frau um Aufnahme und Pflege, um ihre Krankheit zu heilen.
Die Gründerin, Barbara Sicharter (1829–1905) erkannte darin ihre Berufung für den Dienst an den kranken, alten und hilfsbedürftigen Mitmenschen. So weit wie möglich wurden nun Arme, Sieche und Kranke ins Haus aufgenommen. Die jungen Schwestern rief man auch zu den Kranken in den umliegenden Häusern. So entstand Anstaltspflege und Hauskrankenpflege. Im Jahr 1868 brach eine Typhusepidemie aus. Eine der ersten Schwestern fiel ihr zum Opfer. Von 1868 bis 1872 schlossen sich die ersten 4 Vorauer Mädchen der neuen Gemeinschaft an. Alle trugen die Wenigzeller Bauerntracht.
Im Jahr 1875 wurde das Stroblhaus mit einem kleinen Grundstück in Vorau 101, Standort des jetzigen Krankenhauses, gekauft. Die Betriebsbewilligung wurde im Jahr 1876 durch die Bezirkshauptmannschaft mit der Anweisung, sich in der Betreuung der Kranken an die Weisungen des niedergelassenen Wundarztes von Vorau, Wilhelm Sgardelli, zu halten. Es trug den Titel Krankenanstalt Barbara Sicharters. Josef Sgardelli übernahm die ärztliche Sorge für die Kranken von 1880 bis 1891. Im selben Jahr 1891 kam es zur Gründung der ersten Zweigniederlassung in Pöllau. Zwei Schwestern wurden ins dortige Bürgerspital entsandt. Man nannte sie Vorauer Schwestern. Im Jahr 1885 kam es zum ersten Anbau am Stroblhaus. Der nächste größere Anbau fand in den Jahren 1901 bis 1902 statt.
Die Ära Sgardelli endete mit der Übernahme der ärztlichen Leitung durch Hans Mühlbauer, der die Kranken von 1891 bis 1942 betreut. 1897 wird die kleine Gemeinschaft ein staatlich anerkannter Verein Genossenschaft zu Ehren der seligen Jungfrau Maria ohne Makel der Erbsünde empfangen. Im Volksmund wurden sie die Blauen Schwestern genannt. 1928 wird daraus eine kirchliche Kongregation mit diözesanen Recht mit dem Namen Kongregation der Schwestern von der Unbefleckten Empfängnis (CCIM). In den Jahren 2009 bis 2012 wurde das Schwesternhaus, das unmittelbar an das Krankenhaus anschließt, aufwändig renoviert. Im Jahr 2013 wurde zudem der Verwaltungstrakt um einen Zubau erweitert.
Im Zuge von Budgetüberlegungen erwog der damalige Staatssekretär im Bundesministerium für Finanzen Andreas Schieder (SPÖ) im Jahr 2010 weitgehende Krankenhausschließungen. Auch die Schließung des Marienkrankenhauses war infolge des Sparplans, der insgesamt mehr als zwei Milliarden Euro umfasste, mitangedacht. Die Pläne wurden allerdings fallengelassen und derzeit ist das Marienkrankenhaus der größte Arbeitgeber in Vorau. Es war zudem eines der ersten Krankenhäuser in der Steiermark, die einem vom Regionalen Gesundheitsfonds initiierten Aufruf zu einem besonderen Fokus auf Patientensicherheit folgten. Inzwischen wurde das Haus von der Initiative Patientinnensicherheit Steiermark mehrmals für sein entsprechendes Engagement ausgezeichnet. Zudem nimmt das Krankenhaus seit 2014 erfolgreich an der Aktion Saubere Hände teil, einer internationalen Initiative zur Förderung der Händehygiene im Gesundheitsbereich. Das Marienkrankenhaus wurde für sein entsprechendes Hygienekonzept viermal mit Bronze (2014–2017) und dreimal mit Silber (2018–2020) ausgezeichnet. Zur Unterstützung der Aufmerksamkeit für die Händehygiene bei Patienten, Besuchern und Personal hat das Marienkrankenhaus ein Hygieneteam gebildet und veranstaltet jährliche Aktionstage.
Im Jahr 2018 wurde mit dem „Gesundheitszentrum Joglland“ ein ambulantes Versorgungszentrum gegründet, welches die hausärztliche Versorgung in Vorau gewährleistet und vom Marienkrankenhaus betrieben wird. Die Gesellschaft, bei der die drei Ärzte des Gesundheitszentrums dafür angestellt sind, ist mehrheitlich im Besitz der Kongregation, die auch das Krankenhaus betreibt. Die Einrichtung des Gesundheitszentrums wurde initiiert, nachdem die hausärztliche Versorgung in der Region wegzubrechen drohte.

## Notarztstützpunkt
Der im Jahr 2000 gegründete Notarztstützpunkt Vorau wird durch Ärzte des Marienkrankenhauses Vorau besetzt und ist für den gesamten nördlichen Teil des Bezirkes Hartberg-Fürstenfeld, Teile des Bezirkes Weiz (Birkfeld, Miesenbach, Ratten, Rettenegg etc.) sowie für das angrenzende Niederösterreich im Bereich Friedberg, Schäffern und die A2 auf diesem Teilstück zuständig. Als mit der administrativen Umstrukturierung der steirischen Notarztdienste im Sommer 2022 an mehreren steirischen Stützpunkten – insbesondere auch in der Oststeiermark – viele Notarztdienste nicht besetzt werden konnten, wurde die Bedeutung des peripheren vor über 20 Jahren errichteten und seither durchgehend rund um die Uhr besetzten Vorauer Notarztsystems erneut unterstrichen.
Am Notarztstützpunkt Vorau steht dem Einsatzpersonal ein Notarzteinsatzfahrzeug (NEF) zur Verfügung. Das NEF ist grundsätzlich mit einem Notarzt und einem Notfallsanitäter besetzt. Im Falle eines Einsatzes wird der Notarzt zum Einsatzort gebracht, der Patient erstversorgt und anschließend durch einen RTW im Konvoi mit dem NEF in das nächstgelegene Zielkrankenhaus transportiert. Der Notarzt befindet sich während des Transportes beim Patienten am RTW, der NFS ist Einsatzfahrer des NEF.
Der Notarztstützpunkt Vorau ist für die lückenlose Abdeckung und Versorgung von Patienten in diesem weitläufigen Gebiet von essentieller Bedeutung.